# Telescopio de 3,6 metros de ESO
El telescopio de 3,6 metros de ESO, como su nombre lo indica, es un telescopio de 3,6 m operado por el Observatorio Europeo Austral. Situado en el Observatorio de La Silla, Chile fue diseñado en 1977, pero también recibió una revisión general en 1999. Fue uno de los mayores telescopios ópticos del mundo cuando se terminó a finales de 1970, y a diferencia de algunos grandes telescopios, fue un éxito técnico acorde con los logros en óptica y científica. También presentó uno de los primeros sistemas de ópticas adaptativas a disposición de la comunidad astronómica, ADONIS: Óptica Adaptativa en el Sistema del Infrarrojo Cercano en la década de 1980.
El descubrimiento del planeta extrasolar Gliese 581 c por el equipo de Stéphane Udry del Observatorio de la Universidad de Ginebra en Suiza, se anunció el 24 de abril de 2007. El equipo usó el instrumento HARPS (un espectrógrafo echelle) en el Observatorio Europeo Austral en el telescopio 3,6 m en La Silla, Chile, y empleó la técnica de velocidad radial para identificar la influencia del planeta sobre la estrella.